# Међународно првенство Сиднеја 2010.
Међународно првенство Сиднеја 2010. ће се играти на отвореним теренима са тврдом подлогом. То је 43. едиција турнира тренутно познатог под називом Медибанк интернашонал. У мушкој конкуренцији дио је АТП 250 серије са наградним фондом 372.500 америчких долара, а у женској је премијер турнир са наградним фондом 600.000 долара.

## Учесници

### ВТА

#### Носиоци
| Држава           | Тенисерка          | Ранг* | Носилац |
| ---------------- | ------------------ | ----- | ------- |
| Сједињене Државе | Серена Вилијамс    | 1     | 1       |
| Русија           | Динара Сафина      | 2     | 2       |
| Русија           | Светлана Кузњецова | 3     | 3       |
| Данска           | Каролина Возњацки  | 4     | 4       |
| Русија           | Јелена Дементјева  | 5     | 5       |
| Бјелорусија      | Викторија Азаренка | 7     | 6       |
| Србија           | Јелена Јанковић    | 8     | 7       |
| Русија           | Вера Звонарјова    | 9     | 8       |

#### Остали
Тенисерке које су добили специјалну позивницу:
- Кејси Делаква
- Жистин Енен (одустала од учешћа на турниру)

Тенисерке који су доспјели до главног жреба играјући квалификације:
- Џил Крејбас
- Кимико Дате Крум
- Вера Душевина
- Ана-Лена Гренефелд
- Варвара Лепченко
- Агњеш Савај

Тенисерке које су доспјели до главног жреба као срећни губитници:
- Тимеа Бачински

### АТП

#### Носиоци
| Држава           | Тенисер            | Ранг1 | Носилац |
| ---------------- | ------------------ | ----- | ------- |
| Француска        | Гаел Монфис        | 13    | 1       |
| Чешка            | Томаш Бердих       | 20    | 2       |
| Швајцарска       | Станислас Вавринка | 21    | 3       |
| Аустралија       | Лејтон Хјуит       | 22    | 4       |
| Сједињене Државе | Сем Квери          | 25    | 5       |
| Србија           | Виктор Троицки     | 29    | 6       |
| Русија           | Игор Андрејев      | 35    | 7       |
| Њемачка          | Бенјамин Бекер     | 40    | 8       |

#### Остали
Тенисери који су добили специјалну позивницу:
- Карстен Бол
- Ник Линдак
- Питер Лучак

Тенисери који су доспјели до главног жреба играјући квалификације:
- Хуан Игнасио Чела
- Фредерико Жил
- Маринко Матошевић
- Леонардо Мајер

## Побједници

### Мушкарци појединачно
Маркос Багдатис —  Ришар Гаске 6:4, 7:5(2)

### Жене појединачно
Јелена Дементјева —  Серена Вилијамс 6:3, 6:2

### Мушки парови
Данијел Нестор /  Ненад Зимоњић —  Рос Хачинс /  Џордан Кер 6:3, 7:6(5)

### Женски парови
Кара Блек /  Лизел Хубер —  Татјана Гарбин /  Нађа Петрова 6:1, 3:6, 10:3